# 前金區
22°37′31″N 120°17′40″E / 22.6254162°N 120.2945362°E
前金區舊稱「前矜」，位於中華民國高雄市西南部，高雄市區中央地帶，北臨三民區，西鄰鹽埕區，東鄰新興區，南接苓雅區。前金區在高雄市具有行政文教的功能，高雄市多個重要的地標、政府機關和文教設施都位於本區，著名的五福商圈亦在此區。

## 歷史
在鄭成功開臺時，雖然本市的左營、前鎮等已開始漸次墾殖，但本區則尚未拓殖。到了清朝以後，本市墾殖地區日漸擴大，本區始有移民殖墾漸成聚落。當時分為前矜、後矜兩部落，其中前矜部落開發較快，清朝中葉統合為「前金庄」。
另有一說為本區面臨鼓山及愛河，因此取其「面山矜河」之意而有「前矜」之稱。
另一說是古人以「金鼓相對」，因此面向鼓山的區域以「矜」稱之。
前金一地在1933年底統計中有人口2223人，其中有490人是「內地人」（日本本土人）。

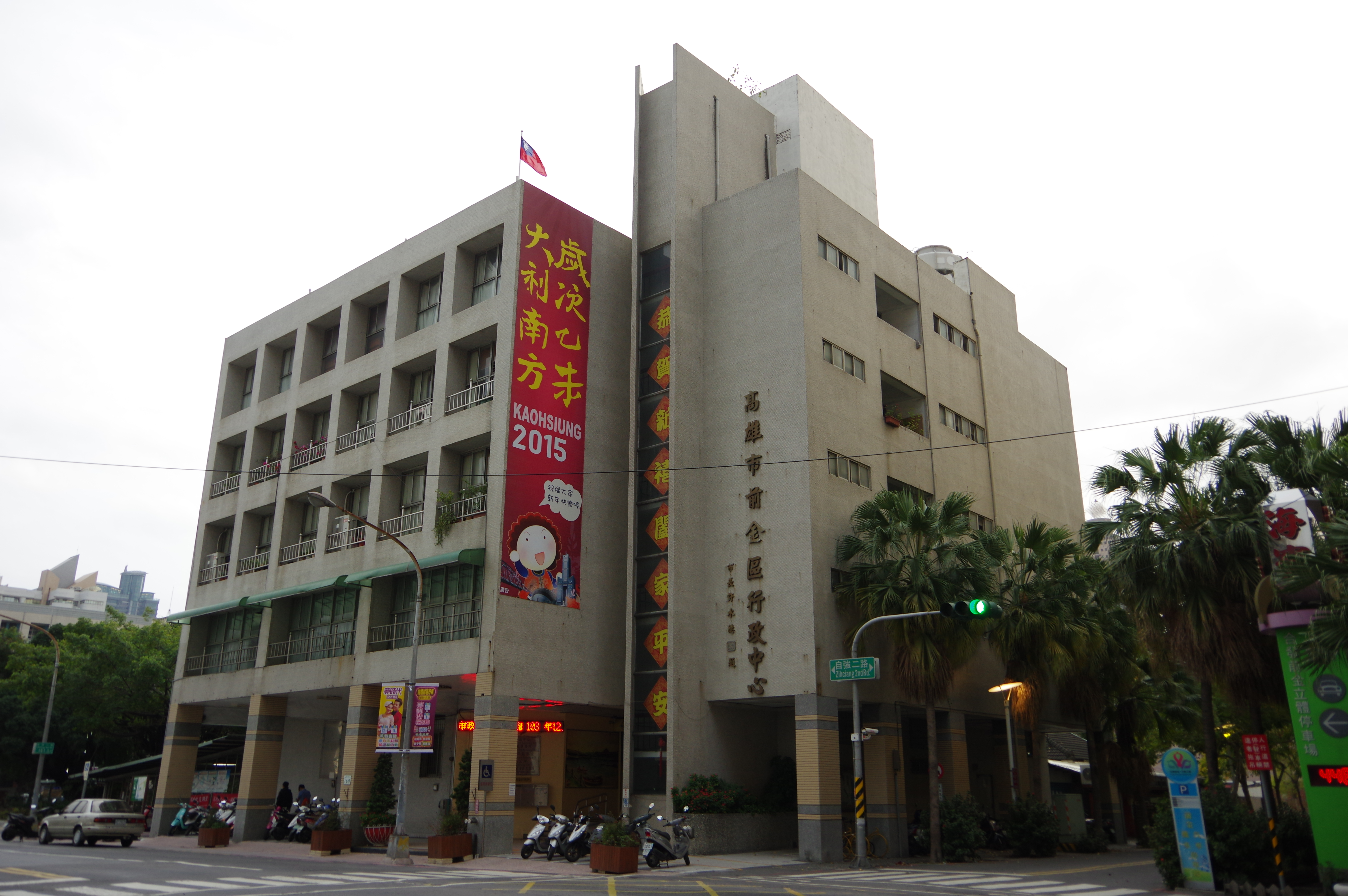
前金區行政中心

## 人口
根據高雄市政府民政局統計，2024年底前金區戶數約1.4萬戶，人口約2.7萬人，區內人口最多與最少的里分別是新生里與後金里，2024年底兩里人口分別為3,985人與641人。

## 政治

### 區政組織
前金區公所是高雄市政府在前金區的派出機關，在中華民國政府架構中為市政府綜理區政的執行機關，上級業務監督機關為高雄市政府。区长由市長任命，其任期為無任期保障。在區長及主任秘書之下，設有3課4室等7個內部單位。

### 行政區劃
| 前金區行政區劃 |
|                |

### 其他
- 行政院南部聯合服務中心曾設立於本區，於1998年6月1日成立，現管轄範圍涵蓋高雄市、屏東縣和澎湖縣三個縣市，原管轄臺灣高雄市、澎湖縣、屏東縣、臺南市、嘉義縣、嘉義市，2012年嘉義、臺南與原中服中心管轄的雲林縣劃出成立雲嘉南服務中心，惟自2019年7月1日後已搬遷至苓雅區政南路6號。
- 高雄市議會於1946年成立，2010年12月高雄縣市合併之後，市議會搬遷至鳳山區原高雄縣議會。

## 金融機構

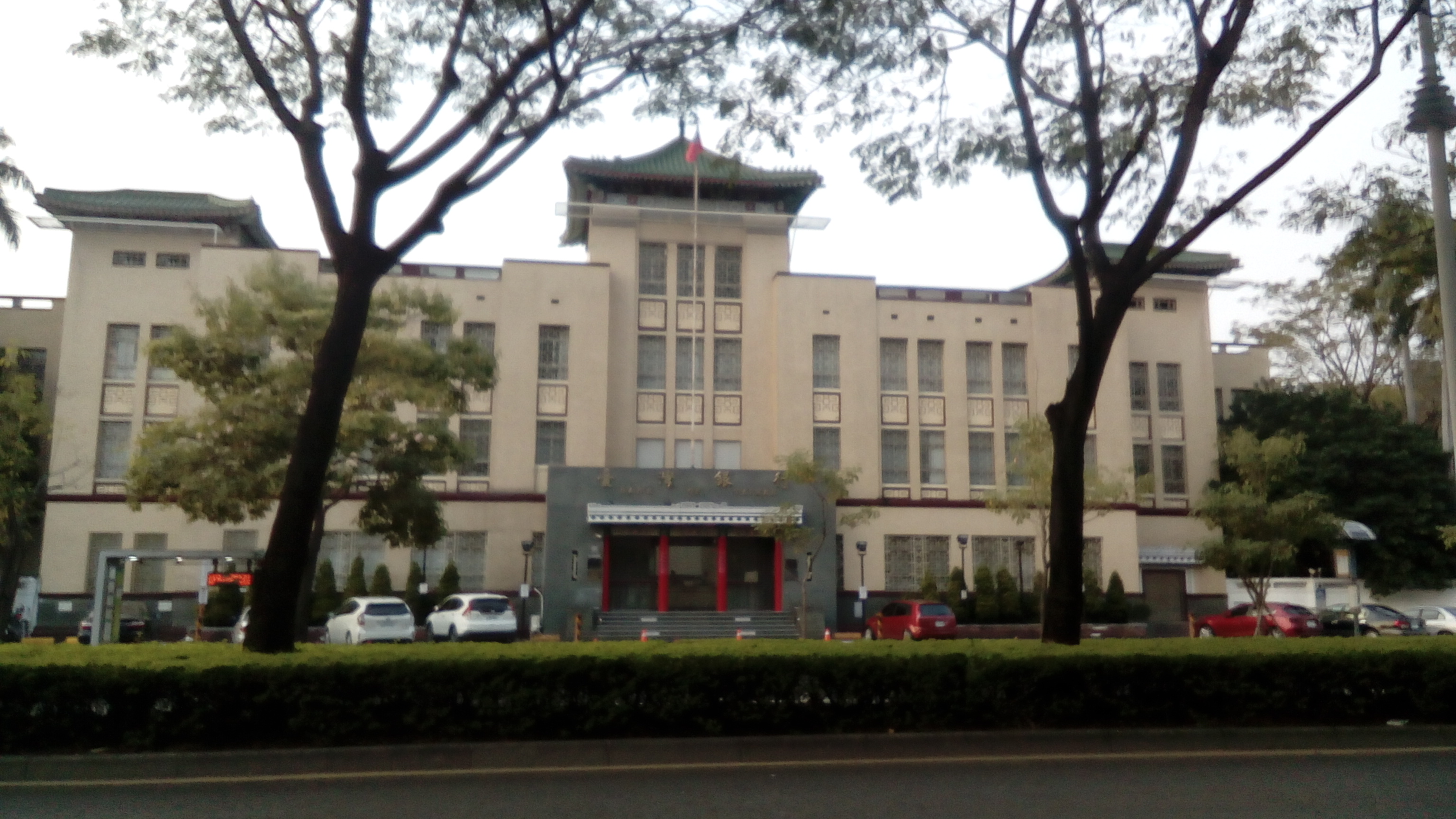
有七十餘載歷史的台銀高雄分行

- 台灣銀行
- 土地銀行
- 高雄銀行
- 合作金庫
- 日盛銀行
- 彰化商業銀行
- 上海銀行
- 華南銀行
- 台北富邦銀行
- 安泰商銀
- 中國信託商業銀行
- 國泰世華銀行
- 元大銀行
- 兆豐銀行
- 第一銀行
- 新光銀行
- 台灣企銀
- 華泰銀行
- 泰國盤古銀行

## 文化

### 設施
- 高雄文學館：坐落於中央公園，緊鄰城市光廊，為文學創作與觀光休閒的文學館。館內除了書庫及期刊區外，更規劃了名作家文物展示區、高雄文學專區及休憩閱覽區，而2006年更完成了「高雄作家資料專區」，展覽高雄作家之經歷照片與創作文物。

### 宗教禮拜場所

#### 道教和臺灣民間信仰
- 前金萬興宮（前金祖師廟或前金廟）
- 前金扶風殿
- 前金明興宮
- 前金東隆宮
- 文聖殿
- 修身社養性堂

#### 佛教
- 高雄佛教蓮社
- 佛光山普賢寺
- 佛光山慈悲社會福利基金會

#### 基督宗教
| 宗派                             | 教會（禮拜堂 / 聖堂）                                                                  |
| -------------------------------- | -------------------------------------------------------------------------------------- |
| 歸正宗長老會（臺灣基督長老教會） | 前金教會、橄欖園教會                                                                   |
| 循道宗（衛理會）                 | 基督教中華循理會自強教會                                                               |
| 神召會                           | 高雄市中心神召會                                                                       |
| 召會                             | 高雄市召會（新盛街會所、河東路會所）                                                   |
| 靈糧堂                           | 高雄愛加倍靈糧堂                                                                       |
| 其他                             | 高雄福音禮拜堂、財團法人高雄市基督徒之家、真耶穌教會高雄教會、基督復臨安息日會高雄教堂 |

#### 新興宗教
- 耶穌基督後期聖徒教會
- 山達基教會高雄理想機構

## 教育

### 高級中等學校
- 高雄市立高雄女子高級中學

### 國民中學
- 高雄市立前金國民中學

### 國民小學
- 高雄市前金區前金國民小學
- 高雄市前金區建國國民小學

## 交通

### 捷運
高雄捷運
- █ 紅線：中央公園站
- █ 橘線：前金站

### 公路
- 台17線：中華三路、五福三路（中華路到中山路間為台17線）

### 主要道路
- 中正四路
- 七賢二路
- 自強一路、自強二路
- 成功一路

## 旅遊
- 大立百貨 - 為高雄市元老級百貨公司。
- 中央公園
- 高雄市立立德棒球場
- 漢神百貨
- 錢櫃KTV高雄中華新館
- 城市光廊
- 鰲躍龍翔
- 愛河
- 高雄市勞工博物館

## 外部連結
- 前金區公所 （页面存档备份，存于）
- 高雄市新興戶政事務所前金辦公處 （页面存档备份，存于）